# Teresa Gullace
Teresa Gullace, nata Talotta (Cittanova, 8 settembre 1907 – Roma, 3 marzo 1944), è stata una donna italiana uccisa da un soldato tedesco durante l'occupazione di Roma mentre tentava di parlare al marito prigioniero.
La sua morte ebbe una notevole eco nella città, e la sua figura divenne ben presto un simbolo della resistenza romana; la sua vicenda venne inoltre ripresa e resa celebre dal regista Roberto Rossellini, che prenderà spunto dalla Gullace per il personaggio della Sora Pina, interpretata da Anna Magnani nel film Roma città aperta.

## Contesto storico
Durante tutta l'occupazione di Roma, i tedeschi, coadiuvati dai loro alleati fascisti, effettuarono numerosi rastrellamenti di uomini civili da adibire al "servizio di lavoro obbligatorio", ossia ai lavori forzati, spesso per costruire fortificazioni a sud della capitale, o per lavori di sgombero di macerie nella città, o anche da inviare nei campi di lavoro in Germania, oltre che nella speranza di individuare fra essi partigiani, soldati sbandati del Regio Esercito e spie nemiche.

## Biografia
Teresa Talotta nacque a Cittanova, in Calabria. Dopo il matrimonio con Girolamo Gullace si trasferì col marito a Roma dove lui avrebbe lavorato come manovale in un cantiere edile. La famiglia Gullace abitava in vicolo del Vicario, in quello che era all'epoca uno dei quartieri più poveri di Roma, intorno alla stazione San Pietro; nelle baracche del quartiere trovava ricetto una popolazione di immigrati meridionali, i cui uomini lavoravano perlopiù nell'edilizia. Nel 1944, all'età di 37 anni, Teresa aveva cinque figli, era in attesa del sesto e faceva la casalinga. Il 26 febbraio di quell'anno, durante un rastrellamento nei pressi di Porta Cavalleggeri, il marito fu arrestato da due carabinieri che lo portarono al loro comando, per poi essere consegnato ai nazisti che lo rinchiusero presso la caserma dell'81º reggimento di fanteria in viale Giulio Cesare, nel rione Prati. Per vari giorni, tutte le mattine, Teresa si recò davanti alla caserma (come facevano molte altre donne i cui compagni erano prigionieri) nel tentativo di vedere il marito, di parlargli e di recargli qualche genere di conforto.
La mattina del 3 marzo davanti alla caserma si formò un grande assembramento, poiché nei giorni precedenti erano stati rastrellati e ivi rinchiusi centinaia di uomini. Si trattava in effetti di una protesta organizzata dai GAP e in preparazione da tempo, che fu anticipata per timore che i nazisti, dopo i massicci rastrellamenti appena effettuati, accelerassero la deportazione dei prigionieri verso i campi di concentramento; fra le gappiste presenti quel giorno vi erano Carla Capponi, Marisa Musu, Lucia Ottobrini, Maria Michetti e varie altre, tutte coordinate da Laura Lombardo Radice. Più in lontananza vi erano altri gappisti fra cui Mario Fiorentini e Franco Calamandrei. A presidiare la caserma vi era un drappello di soldati tedeschi, disposti a fila, e fra loro pochi militi italiani.
Quando arrivò Teresa Gullace (incinta di sette mesi, tenendo per mano il figlio Umberto, all'epoca tredicenne), le donne, oltre duemila, erano già schierate su più file, con in prima fila, armate, le gappiste Marcella Lapiccirella, Adele Maria Jemolo e Carla Capponi, e stavano scandendo la parola "Liberateli!". Gullace, dopo qualche esitazione, avanzò fino ad affiancare Lombardo Radice, Musu e Lapiccirella. Durante queste proteste riuscì a scorgere il marito, dietro la grata di una finestra; anche il marito la vide e iniziò a urlare il suo nome, che subito iniziò a essere scandito da altri prigionieri. In uno spazio che si era formato fra i soldati e i dimostranti, Teresa avanzò fin sotto la finestra e (mentre suo figlio Umberto, esortato dal padre, si allontanava) tentò di lanciare a suo marito un involto, con dentro forse del pane. Ma l'involto rimbalzò contro il muro e cadde per terra. I soldati riuscirono a respingere la folla, colpendola col calcio dei fucili; nello spazio nuovamente apertosi fra loro e i dimostranti apparve una motocicletta con a bordo due militari. Teresa Gullace raccolse da terra l'involto e si diresse con decisione verso la finestra dietro la quale stava suo marito. Le si parò davanti un tedesco in divisa, contro il quale Teresa iniziò a protestare e ad inveire. Per tutta risposta costui le sparò, uccidendola. 
L'uccisore nazista rientrava in caserma, protetto da un drappello di fascisti e di tedeschi che respingevano col calcio dei fucili la folla delle donne e sparavano anche alcuni colpi in aria. Carla Capponi estrasse una pistola puntandola contro l'assassino. Le altre manifestanti tuttavia la circondarono, impedendole di sparare, e tra di loro Marisa Musu ebbe la prontezza di sottrarle l'arma e di infilarle in tasca la tessera di un'associazione fascista. Capponi fu quindi arrestata, ma grazie allo stratagemma della Musu fu rilasciata nel pomeriggio dello stesso giorno. Durante i disordini della mattina, uno degli uomini rastrellati aveva tentato di fuggire saltando da una finestra al primo piano, ma era stato freddato da una raffica di mitra. Laura Lombardo Radice raggiunse il suo compagno Pietro Ingrao e lo informò di quanto era accaduto; i due scrissero subito un resoconto da inviare clandestinamente agli Alleati, dopodiché Ingrao redasse un volantino che venne diffuso lo stesso giorno nei quartieri popolari e nelle periferie della capitale. 
Nel pomeriggio dello stesso giorno, dopo il rilascio di Carla Capponi, i gappisti attaccarono il presidio della caserma; si determinò uno scontro a fuoco nel quale (secondo la testimonianza di Franco Calamandrei) rimasero a terra due militi fascisti. In ogni caso l'entità della protesta spinse le autorità naziste a rilasciare Girolamo Gullace, mentre le militanti Laura Lombardo Radice, Adele Maria Jemolo e Marcella Lapiccirella improvvisarono una camera ardente in strada, pregando e ricoprendo il corpo della Gullace con mazzi di fiori che diventarono via via più numerosi. Nei giorni e nelle settimane seguenti la tragica storia divenne una delle icone della resistenza, e numerosi gruppi partigiani cittadini, dai Gruppi di Azione Patriottica allo stesso Comitato di Liberazione Nazionale, resero la sfortunata donna uno dei simboli della loro lotta.
La memoria della sua vicenda è rimasta particolarmente viva sia nella sua città natale, dove le sono stati dedicati una strada e un monumento, che a Roma, dove è stata apposta una lapide nel luogo dell'uccisione e le sono stati dedicati un liceo statale nel quartiere Don Bosco, un centro di formazione professionale, nel quartiere Alessandrino, e una strada in località Palmarola.
Scrive Antonio Orlando:

## Nella cultura di massa

La scena principale del film Roma città aperta: l'uccisione della popolana Pina, interpretata da Anna Magnani

La vicenda di Teresa Gullace ispirò il personaggio di Pina, interpretata dall'attrice italiana Anna Magnani nell'acclamato film Roma città aperta di Roberto Rossellini. La pellicola ottenne un Grand Prix alla prima edizione del festival di Cannes e due Nastri d'argento di cui uno per la miglior regia e un altro, rivolto alla Magnani, alla miglior attrice non protagonista. Il film ottenne inoltre una candidatura ai premi Oscar come migliore sceneggiatura originale.
Nel 1988 Poste Italiane, nell'ambito di una serie di francobolli dedicati al cinema italiano neorealista, dedicò il francobollo da 2400 lire al film di Rossellini, ritraendo la celebre scena dell'uccisione di Pina. Inoltre nel 1995 fu emesso un altro francobollo in sua memoria, del valore di 750 lire, nella terza serie dedicata agli eventi della seconda guerra mondiale.

## Intitolazioni
- Le è stato intitolato l'istituto secondario Liceo Teresa Gullace Roma.[24][25]
- A Cittanova le è stata intitolata la Scuola materna Teresa Gullace ed una strada.[26]
- Nel 1995 Poste Italiane ha scelto la sua immagine a rappresentare, nel francobollo commemorativo, «le Donne nella seconda guerra mondiale».[26]